# لاکنباخ
لاکنباخ (به آلمانی: Lackenbach) یک شهر بازاری و شهرستان اتریش در اتریش است که در Oberpullendorf District واقع شده‌است.

## خصوصیات
لاکنباخ ۱۸٫۱ کیلومترمربع مساحت دارد ۳۱۳ متر بالاتر از سطح دریا واقع شده‌است.

## نگارخانه

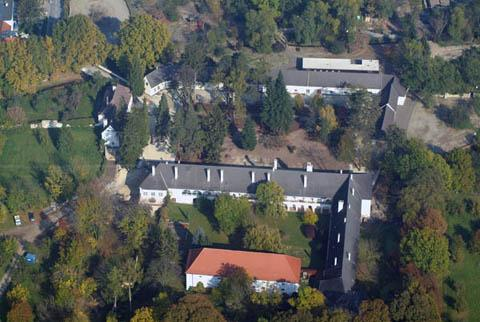
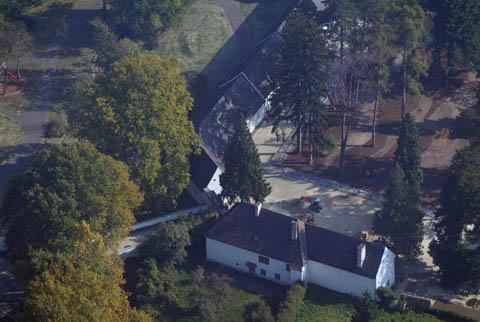
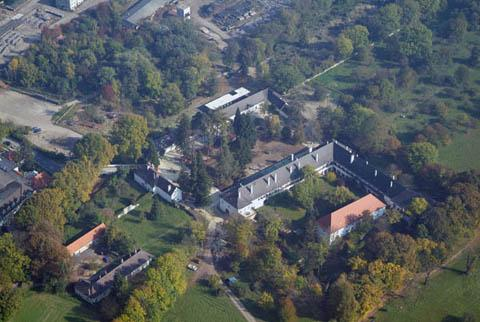
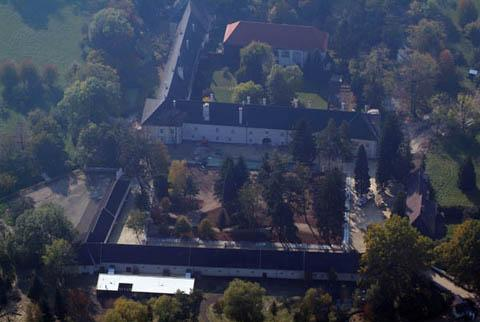